# Musée des Beaux-Arts de Dunkerque
Le musée des Beaux-Arts de Dunkerque est l'un des principaux musées d'art de la région Nord-Pas-de-Calais.
Il est fermé depuis le 1er avril 2015 à la demande de la municipalité dans l'objectif de réunir le musée des Beaux-Arts et le musée portuaire dans le quartier de la Citadelle sur le site de l’entrepôt des tabacs et d’Ocean Link.

## Historique
Le premier musée de Dunkerque a été créé en 1841 sous l'impulsion du député Benjamin Morel. Avec les legs d'Adolphe Bray en 1881 et de Benjamin Coffyn, le directeur de la Banque de France à Dunkerque, en 1887, sont ajoutés à la collection de nombreuses peintures hollandaises, provenant en grande partie de l'abbaye de Saint-Winoc de Bergues.
Bombardé en mai-juin 1940, le musée fut reconstruit et inauguré en 1973 selon les modèles architecturaux de cette époque.

## Les collections
Premier musée historiquement implanté à Dunkerque en 1838, le musée des Beaux-Arts reflète une volonté de rassembler les arts, les connaissances, les cultures à travers les époques et les continents, dans une vision encyclopédique héritée de la philosophie des Lumières. Riches d’un important ensemble de peinture flamande, hollandaise, française et italienne du XVIe au XIXe siècle, d’un fonds de plus de 10 000 spécimens d’histoire naturelle, de nombreuses pièces d’arts décoratifs et d’archéologie, dont une rare momie recouverte de feuilles d’or, de collections d’histoire locale et régionale et de plus de 3 000 objets venus de tous les continents, les collections du musée surprennent par leur éclectisme.

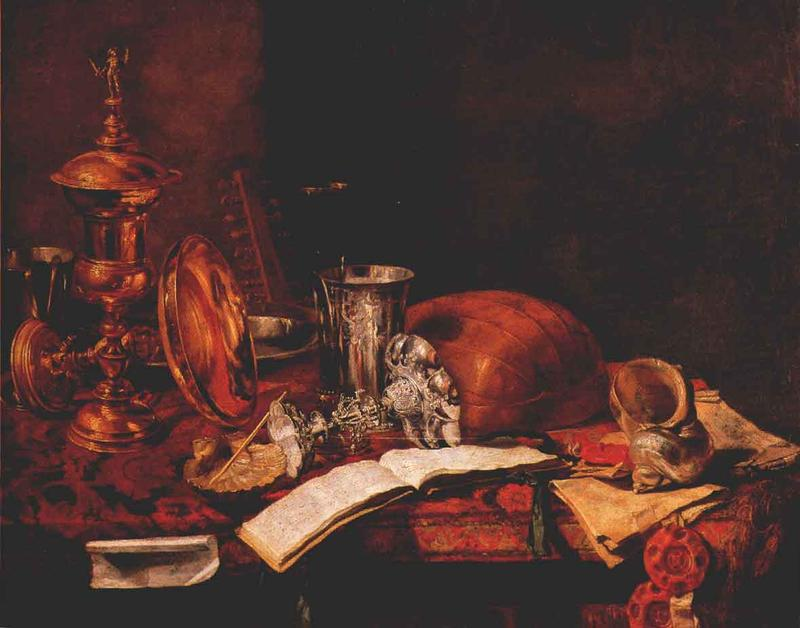
, Nature morte.

## Expositions temporaires
- Du 15 septembre 2007 au 31 août 2008 : « D'après Nature ».
- Du 10 novembre 2007 au 2 mars 2008 : « Jürgen Nefzger », photographies.
- Du 15 novembre 2008 au 15 mars 2010 : « Par-delà la matière ».
- Du 12 septembre 2009 au 12 avril 2010 : « Offering », photographies d'Albert Clermont.
- Du 28 novembre 2009 au 28 février 2010 : « Vu d'ici », traversée photographique dans la ville, Marie-Noëlle Boutin.
- Du 7 mai 2010 au 31 octobre 2011 : « Corps à Corps ».
- Du 27 novembre 2010 au 27 juin 2011 : « Vu d'ici », traversée photographique dans la ville no 3, Marie-Noëlle Boutin.
- Du 2 juillet au 17 octobre 2011 : « Collier de perles, Honoré d'O ».
- Du 16 septembre 2011 au 16 février 2012 : « Une dynastie dunkerquoise au XVIIIe siècle : les Taverne ».
- Du 19 novembre 2011 au 13 juillet 2013 : « Autre pareil », carte blanche à Philippe Richard.
- Du 5 octobre 2013 au 5 mai 2014 : « Migrations, Laura Henno ».
- Du 5 octobre 2013 au 31 janvier 2015 : « Retours de mer ».
- Du juillet 2013 au 1er avril 2015 : « La momie dorée et la collection d'Antinoé ».
- Du 15 février au 30 juin 2014 : « Missing stories », photographies et film de Laura Henno.
- Du 17 mai au 28 septembre 2014 : « Henri Le Sidaner », années de jeunesse.
- Du 16 octobre 2014 au 31 janvier 2015 : « Le Ravissement du monde », carte blanche à Christine Stroobandt.